# بحيرة تسو لامو
 بحيرة تسو لامو  أو بحيرة تشو لاموو  أو بحيرة تشولامو  أو بحيرة تشولامو  هي واحدة من أعلى البحيرات في العالم، وتقع على ارتفاع 5,330 متر (17,490 قدم). وهي تقع في شمال سيكيم في الهند، على بعد حوالى 4 كم فقط جنوب غرب الحدود الصينية.مصدر مياه هذه البحيرة يكون من نهر كانغز الجليدي أو نهر بوهونري الجليدي والزيمو الجليدي.

## جغرافية البحيرة
وتقع هذه البحيرة الجليدية العذبة  شمال شرق كانغشينجونغا في منطقة هضبة مرتفعة متصلة في هضبة التبت   تقع بحيرة غورودونغمار على بعد حوالي 5 كم (3.1 كم) من الغرب.